# Silvia Intxaurrondo
Silvia Intxaurrondo Alcaine (Baracaldo, Vizcaya,  24 de octubre de 1979) es una periodista y presentadora española.

## Biografía
Pasó su infancia en Santurce. Licenciada en periodismo por la Universidad de Navarra y en Filología Árabe por la Universidad Autónoma de Madrid, Máster en Estudios Árabes e Islámicos Contemporáneos (Universidad Autónoma de Madrid), especializada en Información Internacional. Su carrera profesional se inició en el programa matinal Hoy por hoy, de la Cadena SER presentado por Iñaki Gabilondo donde estuvo cuatro años. 
En 2005 pasó a CNN+ para presentar informativos y desde la temporada 2006-2007 fue copresentadora en el informativo de Iñaki Gabilondo, Noticias Cuatro 2, en Cuatro.
Desde el 8 de febrero hasta el 23 de diciembre de 2010 estuvo en CNN+ copresentando el programa de actualidad Hoy. Desde 2011 y hasta junio de 2012 formó parte de la mesa de trabajo de la W Radio de Colombia (cadena del grupo Prisa) en las mañanas, junto a Julio Sánchez Cristo.
Desde el 3 de septiembre de 2012 hasta el 20 de mayo de 2013 trabajó como subdirectora del programa Hoy por hoy de la Cadena SER, en su nueva etapa con la presentación de Pepa Bueno y Gemma Nierga, poco antes de ser madre.
Desde enero de 2014 a diciembre de 2014 presentó el programa diario de actualidad ETB hoy del canal autonómico vasco ETB2. Entre enero de 2015 y abril de 2015, presentó en ETB2 el programa de actualidad semanal ¡Por fin, viernes!.
En septiembre de 2015 regresa a Cuatro donde se hace cargo del programa semanal de debate de actualidad Un tiempo nuevo.
Desde septiembre de 2017 hasta 2021 dirigió y presentó Telenoticias Fin de Semana en Telemadrid. Entre enero de 2018 y abril de 2018 compatibilizó esa labor con la conducción del programa Desaparecidos en La 1. Desde septiembre de 2021 presenta La hora de La 1 en Televisión Española, junto con Marc Sala.

## Polémicas
En diversas comparecencias en el Congreso de los Diputados, representantes del Partido Popular, han criticado a la periodista y han puesto en duda su neutralidad y honestidad.
En una entrevista en la Cadena Ser, la periodista reveló que sus críticos utilizaban contra ella el calificativo de «musa del sanchismo».

## Vida personal
Intxaurrondo es madre de dos hijos.

## Trayectoria

### Programas de televisión
| Año               | Programa                   | Cadena        | Papel                    |
| ----------------- | -------------------------- | ------------- | ------------------------ |
| 2005 - 2010       | Noticias Cuatro            | Cuatro        | Presentadora             |
| 2010              | Hoy                        | CNN+          | Presentadora             |
| 2014              | ETB hoy                    | ETB2          | Presentadora             |
| 2015              | Un tiempo nuevo            | Cuatro        | Presentadora             |
| 2015              | Por fin, viernes           | ETB2          | Presentadora             |
| 2016              | Cuando ya no esté          | #0            | Analista                 |
| 2017 - 2021       | Telenoticias Fin de Semana | Telemadrid    | Directora / Presentadora |
| 2018              | Desaparecidos              | La 1          | Presentadora             |
| 2021 - actualidad | La hora de la 1            | La 1          | Directora / Presentadora |
| 2024              | El mejor de la historia    | La 1          | Presentadora             |
| 2024              | Geópolis                   | la2, rtvePlay | Presentadora             |

### Programas de radio
| Año         | Programa    | Cadena             | Papel          |
| ----------- | ----------- | ------------------ | -------------- |
| 2002 - 2005 | Hoy por hoy | Cadena SER         | Redactora      |
| 2011 - 2012 | La W        | W Radio (Colombia) | Copresentadora |
| 2012-2014   | Hoy por hoy | Cadena SER         | Subdirectora   |

## Libros
- (2025) Solas en el silencio. HarperCollins Ibérica. ISBN 9788410642157.[11]

## Premios y distinciones
- 2025: Los Premios Público 2025, Premio Periodismo por "su trayectoria en el programa matinal y la manera de defender el periodismo de forma valiente"[12][13]
- 2025: Premio Ana Tutor a la Igualdad, por «mujeres que van abriendo camino en espacios reservados exclusivamente para los hombres».[14]
- 2025: Premio Iris 2024  Mejor Presentador/a de Programas de Actualidad, de La hora de La 1. Por ser «la periodista informada. la que siempre tiene el dato a mano y la pregunta obligada», concedido anualmente por la Academia de la Televisión.[15][16]
- 2024: Premio Ramón Rubial a la Comunicación, «por su inestimable contribución a la sociedad a través de su labor informativa. Así mismo, ha tenido en cuenta su honestidad profesional y su compromiso con la información veraz y libre».[17][18]
- 2024: Premio El Club de las 25 en su XXVII edición, otorgado por la asociación feminista El Club de las 25.[19][20]
- 2024: Premio «8M: 8 mujeres, 8 motivos», por su profesionalidad y rigor . Concedidos por la Delegación del Gobierno en Madrid, el Día de la Mujer, en su primera edición. [21]
- 2023: Premio Ondas Nacional de Televisión, categoría «mejor presentadora», «por plantear una alternativa sólida a las mañanas. Por perseverar una forma de ejercer el periodismo y poner en valor la importancia de las preguntas pertinentes, por haber encontrado un hueco en la difícil franja matinal».[22] [23]
- 2023: Premio Glamour «Woman of the Year» a la Mejor Comunicadora. [24][25]
- 2023: Premio Agustín Merello de la Comunicación de la Asociación de la Prensa de Cádiz y la Fundación Cajasol, por haber «demostrado la importancia del periodismo como servicio público y herramienta imprescindible en el debate social democrático».[26] [27]
- 2021: Cruz al Mérito de la Policía Municipal de Madrid.[28]
- 2021: XVIII Premios Madrid por la cobertura informativa desplegada por Radio Televisión de Madrid con motivo del temporal Filomena (colectivo).[29]
- 2020: Premio Iris al mejor programa autonómico para los servicios informativos de Telemadrid.[30] (colectivo)
- 2020: Premio Haciendo Historia de la Comunidad de Madrid, por «su larga y exitosa trayectoria en entornos laborales tradicionalmente masculinos y su lucha por concienciar a la sociedad sobre la igualdad de derechos y oportunidades entre hombres y mujeres».[31]